# Хъмбоулт (окръг, Калифорния)
Вижте пояснителната страница за други значения на Хъмбоулт.
Хъмбоулт (на английски от немски: Humboldt, звуков файл и буквени символи за произношение ) е окръг в Калифорния. Окръжният му център е град Юрика.

## География
Окръг Хъмбоулт е с обща площ от 10 495 кв.км. (4052 кв.мили).

## Население
Окръг Хъмбоулт е с население от 126 518 души. (2000)

## Градове
- Алдърпойнт
- Арката
- Бейвю
- Блу Лейк
- Гарбървил
- Карлота
- Майърсфлат
- Мак Кинливил
- Миранда
- Мъртълтаун
- Петролия
- Пайнхилс
- Редуей
- Рио Дел
- Тринидад
- Уайтхорн
- Уилоу Крийк
- Филипсвил
- Фортуна
- Фърндейл
- Хамболт Хил
- Харис
- Хънидю
- Шелтър Коув
- Юрика

## Градчета
- Бриджвил